# جوایز موسیقی ام‌تی‌وی اروپا
جوایز موسیقی ام‌تی‌وی اروپا (به انگلیسی: MTV Europe Music Awards) مخفف "(EMA)" در سال ۱۹۹۴ توسط شبکه ام‌تی‌وی اروپا برای تجلیل از بهترین ویدیوهای موسیقی در اروپا تشکیل شد. این جایزه در اصل به عنوان جایگزین و رقابت با جوایز موزیک ویدئوی ام‌تی‌وی شکل گرفت.
میزبان و مکان این جایزه همیشه ثابت نیست، و در شهرها و کشورهای مختلف برگزار می‌شود. بریتانیا سه‌بار میزبان این رویداد در شهرهای لندن، ادینبورگ و لیورپول تاکنون شده‌است. در سال ۲۰۱۰ جوایز موسیقی ام‌تی‌وی اروپا در مادرید، اسپانیا نیز صورت گرفت. در ۲ مارس ۲۰۱۱ اعلام شد که در این سال مسابقه در ۶ نوامبر در انگلستان توسط سلنا گومز اجرا خواهد شد.

## سال ۲۰۱۷
برنامه به میزبانی لندن برگزار شد.
مراسم با آهنگ Walk on Water امینم و اسکایلر گری آغاز شد.
اجرای مراسم به عهده ریتا اورا خواننده، ترانه‌سرا و بازیگر اهل انگلستان بود.
همچنین پل پوگبا ،دله علی ،ناتالی دورمر نیز در بخش‌هایی از مراسم حضور داشتند.